# Yui Kamiji
Yui Kamiji (上地 結衣, Kamiji Yui), née le 24 avril 1994 à Akashi (préfecture de Hyōgo), est une joueuse professionnelle japonaise de tennis en fauteuil roulant.

## Carrière
Elle a débuté la pratique du tennis fauteuil en 2005. Début 2011, elle domine le classement mondial junior.
Devenue l'une des meilleures joueuses de tennis handisport des années 2010 depuis la fin de carrière d'Esther Vergeer, elle accède à la première place mondiale en mai 2014, alternant depuis cette place avec Jiske Griffioen et Aniek van Koot, ses principales rivales. Depuis 2017, elle domine sans partage le tennis féminin, seulement concurrencée par Diede de Groot.
Elle a remporté 32 titres du Grand Chelem : 10 en simple et 22 en double. Elle réalise un petit chelem en 2017 en remportant trois tournois majeurs en simple. Sa partenaire de prédilection est la britannique Jordanne Whiley. Les deux femmes ont remporté ensemble 9 tournois du Grand Chelem dont 4 Wimbledon consécutifs ainsi que les 4 tournois du Grand chelem en 2014.
Elle a gagné le Masters en simple en 2013 et en double en 2013, 2014 et 2023.

## Palmarès

### Jeux paralympiques
- Jeux paralympiques d'été de 2016 à Rio de Janeiro
  -  médaillée de bronze en simple dames

- Jeux paralympiques d'été de 2020 à Tokyo
  -  médaillée d'argent en simple dames
  -  médaillée de bronze en double dames avec Momoko Ohtani

- Jeux paralympiques d'été de 2024 à Paris
  -  médaillée d'or en simple dames
  -  médaillée d'or en double dames avec Manami Tanaka

### Titres enGrand Chelem
- Open d'Australie :
  - en simple en 2017, 2020 et 2025
  - en double dames en 2014, 2015 et 2020 avec Jordanne Whiley, 2016 et 2018 avec Marjolein Buis
- Roland-Garros :
  - en simple en 2014, 2017, 2018, 2020 et 2025
  - en double dames en 2014 et 2016 avec Jordanne Whiley, 2017 avec Marjolein Buis et en 2023 et 2025 avec Kgothatso Montjane
- Wimbledon :
  - en double dames en 2014, 2015, 2016, 2017 et 2021 avec Jordanne Whiley, en 2018 avec Diede de Groot, en 2022 avec Dana Mathewson et en 2024 avec Kgothatso Montjane
- US Open :
  - en simple en 2014 et 2017
  - en double dames en 2014 et 2020 avec Jordanne Whiley, en 2018 avec Diede de Groot et en 2023 avec Kgothatso Montjane

### Masters

#### Victoires au Masters en simple (1)
| Année | Lieu          | Finaliste       | Résultat      |
| ----- | ------------- | --------------- | ------------- |
| 2013  | Mission Viejo | Jiske Griffioen | 7-6, 3-6, 6-4 |

#### Victoires au Masters en double (3)
| Année | Lieu          | Partenaire         | Finalistes                             | Résultat |
| ----- | ------------- | ------------------ | -------------------------------------- | -------- |
| 2013  | Mission Viejo | Jordanne Whiley    | Sabine Ellerbrock / Kgothatso Montjane | 6-4, 6-1 |
| 2014  | Mission Viejo | Jordanne Whiley    | Louise Hunt / Katharina Krüger         | 6-2, 6-1 |
| 2023  | Barcelone     | Kgothatso Montjane | Diede de Groot / Jiske Griffioen       | 6-2, 6-1 |